# マーク・ヘン
マーク・アラン・ヘン（Mark Alan Henn、1958年4月6日 - ）は、アメリカ合衆国オハイオ州デイトン出身の映画監督、アニメーター。

## 来歴・人物
アメリカ合衆国オハイオ州デイトンで育つ。

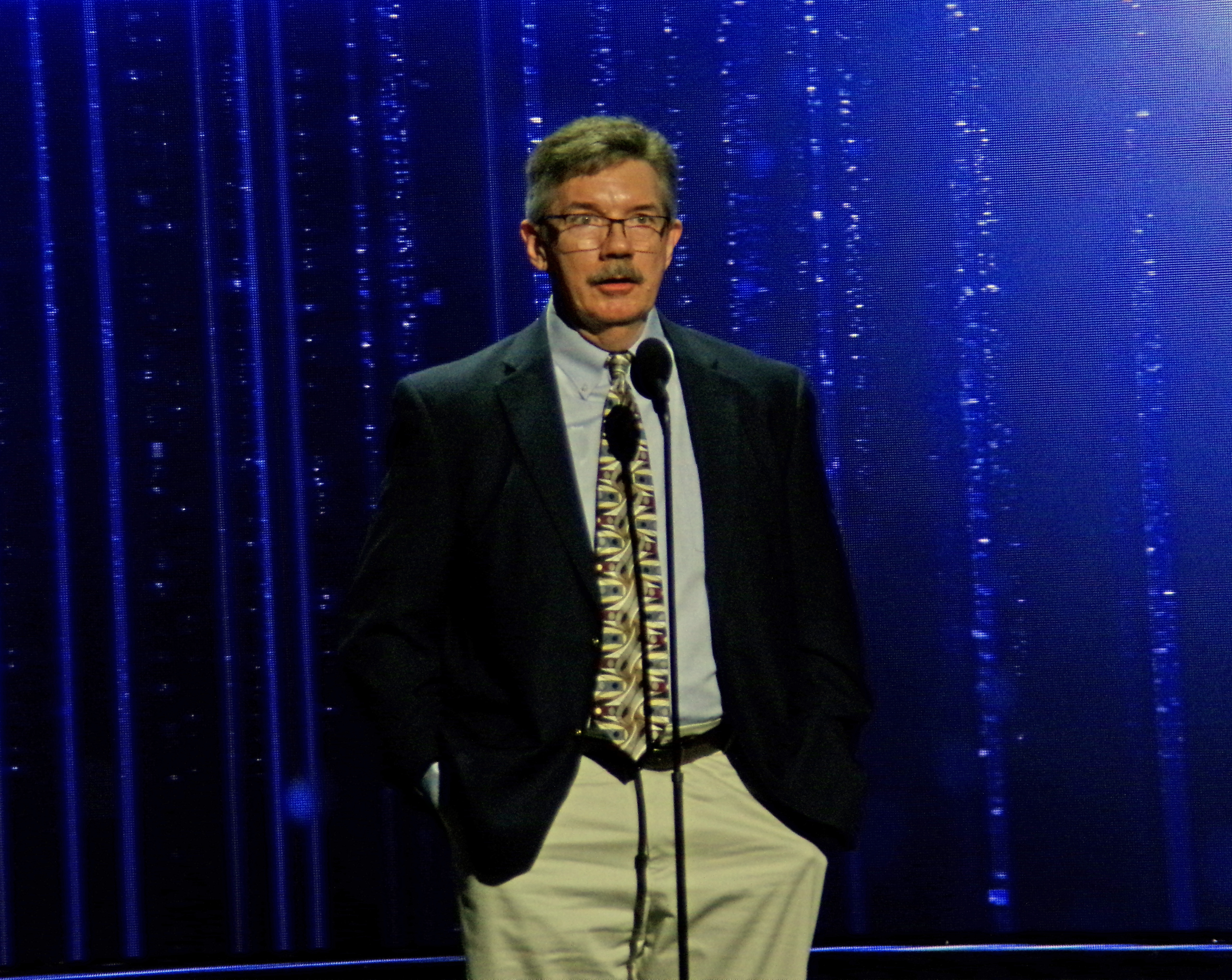
2024年、ディズニー・レジェンドの授賞式でスピーチを行うマーク・ヘン。

1978年、カリフォルニア芸術大学のキャラクターアニメーションプログラムに入学。在学中はジャック・ハンナやT・ヒーに師事した。また、同学年には、ジョン・ラセターやジョー・ランフト、マーク・ディンダルなどがいる。
卒業後の1981年、ディズニーに入社した彼は、『きつねと猟犬』のビクシーとクマを手掛ける。やがてその腕が認められ、『ミッキーのクリスマスキャロル』のミッキーマウス、『ライオン・キング』の若い頃のシンバなどを担当。彼のアニメーターとしての地位を不動のものとした。また、彼はグレン・キーンやジェームズ・バクスターなどと共同で『リトル・マーメイド』のアリエルや『美女と野獣』のベル、『アラジン』のジャスミンなどディズニープリンセスも多く手掛けている。なお、彼はディズニーランドのショーやパレードなどで使用されるアニメーションも制作している。
2023年12月にディズニーを退社。最後に手がけた作品はドナルドダックのデビュー作である『かしこいメンドリ』の公開から90周年を記念して2024年6月9日にDisney+とYouTubeにて配信された『ドナルドのD.I.Y.』である。

## 主な参加作品

### 長編映画
| 年   | 題名                                                                 | 役割                     | 担当                                   |
| ---- | -------------------------------------------------------------------- | ------------------------ | -------------------------------------- |
| 1981 | きつねと猟犬 The Fox and the Hound                                   | アニメーター             | ビクシー、クマ                         |
| 1985 | コルドロン The Black Cauldron                                        | キャラクターアニメーター | エロウィー、ガーギ、フルーダー         |
| 1986 | オリビアちゃんの大冒険 The Great Mouse Detective                     | 作画監督                 | バジル、ドーソン博士、オリビア         |
| 1988 | オリバー ニューヨーク子猫ものがたり Oliver & Company                 | 作画監督                 | オリバー、ドジャー                     |
| 1989 | リトル・マーメイド The Little Mermaid                                | 作画監督                 | アリエル、ヘラルド                     |
| 1990 | ビアンカの大冒険 ゴールデン・イーグルを救え! The Rescuers Down Under | 作画監督                 | ミス・ビアンカ、バーナード             |
| 1991 | 美女と野獣 Beauty and the Beast                                      | 作画監督                 | ベル                                   |
| 1992 | アラジン Aladdin                                                     | 作画監督                 | ジャスミン                             |
| 1994 | ライオン・キング The Lion King                                       | 作画監督                 | 若い頃のシンバ                         |
| 1995 | ポカホンタス Pocahontas                                              | アニメーター             | ポカホンタス                           |
| 1998 | ムーラン Mulan                                                       | 作画監督                 | ムーラン、ファ・ズー                   |
| 2000 | ラマになった王様 The Emperor's New Groove                            | 追加アニメーター         | 追加アニメーター                       |
| 2002 | リロ・アンド・スティッチ Lilo & Stitch                               | 作画監督                 | フラダンサー                           |
| 2004 | ホーム・オン・ザ・レンジ にぎやか農場を救え！ Home on the Range      | 作画監督                 | グレイス、パール、ラスティ、ウェスリー |
| 2006 | バンビ2 森のプリンス Bambi II                                        | 作画監督                 | ロノ                                   |
| 2007 | ルイスと未来泥棒 Meet the Robinsons                                  | アニメーター             | アニメーター                           |
| 2007 | 魔法にかけられて Enchanted                                           | アニメーター             | ジゼル                                 |
| 2009 | プリンセスと魔法のキス The Princess and the Frog                     | 作画監督                 | ティアナ                               |
| 2011 | くまのプーさん Winnie the Pooh                                       | 作画監督                 | プーさん、クリストファー・ロビン       |
| 2012 | シュガー・ラッシュ Wreck-It Ralph                                    | 追加アニメーター         | 追加アニメーター                       |
| 2013 | アナと雪の女王 Frozen                                                | アニメーター             | アナ、オラフ                           |
| 2013 | ウォルト・ディズニーの約束 Saving Mr. Banks                          | アニメーター             | ティンカー・ベル                       |
| 2014 | ベイマックス Big Hero 6                                              | 2Dアニメーション監督     | 2Dアニメーション監督                   |
| 2016 | ズートピア Zootipia                                                  | アニメーター             | ジュディ・ホップス、ベルウェザー       |
| 2016 | モアナと伝説の海 Moana                                               | アニメーター             | アニメーター                           |
| 2018 | シュガー・ラッシュ:オンライン Ralph Breaks the Internet              | アニメーター             | ミッキーマウス、ハンフリー             |

### 短編映画
| 年   | 題名                                                        | 役割                     | 担当                     |
| ---- | ----------------------------------------------------------- | ------------------------ | ------------------------ |
| 1983 | ミッキーのクリスマスキャロル Mickey's Christmas Carol       | アニメーター             | ミッキーマウス           |
| 1990 | ミッキーの王子と少年 The Prince and the Pauper              | キャラクターアニメーター | キャラクターアニメーター |
| 2000 | ジョン・ヘンリー John Henry                                 | 監督                     | 監督                     |
| 2007 | グーフィーのホームシアター How to Hook Up Your Home Theater | アニメーター             | アニメーター             |
| 2011 | ネッシーのなみだ The Ballad of Nessie                       | アニメーション監修       | アニメーション監修       |
| 2013 | ミッキーのミニー救出大作戦 Get A Horse!                     | アニメーター             | ピート                   |
| 2021 | グーフィーのステイホーム教室 How to Stay at Home            | 作画監督                 | 作画監督                 |
| 2024 | ドナルドのD.I.Y. D.I.Y. Duck                                | 監督                     | 監督                     |

## 受賞・ノミネート
長編映画は『ライオン・キング』、『ムーラン』、『くまのプーさん』、短編映画は『ジョン・ヘンリー』の各作品で1回ずつ、計4回アニー賞にノミネートされている。また、彼の長年に渡るアニメーション界への功績に対して2012年にはウィンザー・マッケイ賞が贈られた。
2024年、D23にて開催されたセレモニーにてウォルト・ディズニー・カンパニーに対して多大な貢献をした者を讃える、ディズニー・レジェンドを受賞した。